# Als jij maar bij me bent (MEAU)
Als jij maar bij me bent is een lied van de Nederlandse zangeres MEAU. Het werd in 2022 als single uitgebracht en stond in 2023 als tiende track op het album 22.

## Achtergrond
Als jij maar bij me bent is geschreven en geproduceerd door Meau Hewitt en Wouter Hardy. Het is een nederpoplied dat een ode is aan de vriend van MEAU. In het lied vertelt de zangeres over de rare situatie waarin de wereld zat tijdens het maken van het lied, ze schreef het lied namelijk in een lockdown tijdens de coronacrisis. Ondanks de situatie bleef ze doordat ze met haar vriend was een goed gevoel houden. Door hem waardeerde ze de meest simpele dingen. Het is de eerste keer dat MEAU samenwerkt met producer Hardy, bekend van onder andere het songfestivalnummer Arcade van Duncan Laurence. 

## Hitnoteringen
De zangeres had in Nederland bescheiden succes met het lied. Het kwam tot de 73e plek van de Single Top 100 en stond in totaal twee weken in deze hitlijst. Er was geen notering in de Top 40, maar het kwam tot de negende plaats van de Tipparade.